# 낙원을 찾는 무리들
"낙원을 찾는 무리들"은 한국에서 제작된 황운 감독의 1927년 영화이다. 전옥 등이 주연으로 출연하였고 김덕성 등이 제작에 참여하였다.

## 출연

### 주연
- 전옥
- 임운학
- 남궁운
- 주인규